# الکس ودوو
الکس ودوو (به انگلیسی: Alex Veadov) (زاده ۱۵ آوریل ۱۹۶۲) بازیگر آمریکایی-اوکراینی است.
از فیلم‌های معروف او می‌توان به بازی در فیلم شب مال ماست، سیزده روزسیزده روز اشاره کرد.